# HD 2023
HD 2023，又名BD-03 49，SAO 128743、HR 94，是一颗恒星，视星等为6.07，位于銀經107.27，銀緯-64.27，其B1900.0坐标为赤經0h 19m 23s，赤緯-2° -64.27′ 20″。